# Alf Cleverley
Alfred John „Alf” Cleverley (ur. 18 września 1907 w Oamaru, zm. 2 sierpnia 1992 w Rotorua) – nowozelandzki bokser, uczestnik Igrzysk Olimpijskich 1928.
Podczas Igrzysk Olimpijskich w Amsterdamie w 1928 roku brał udział w konkurencji wagi półciężkiej. W pierwszej rundzie (1/8 finału) przegrał na punkty z Brytyjczykiem Alfem Jacksonem i odpadł z rywalizacji.